# Інваріант Колен де Вердьєра
Інваріа́нт Колен де Вердьєра — характеристика графа {\displaystyle \mu (G)}, визначена для будь-якого графа {\displaystyle G}, яку 1990 року ввів Ів Колен де Вердьє в процесі дослідження кратності другого власного значення деяких операторів Шредінгера.

## Визначення
Нехай {\displaystyle G=(V,E)} — простий (без петель і кратних ребер) ациклічний граф. Без втрати загальності поіменуємо множину вершин у такий спосіб: {\displaystyle V=\{1,\dots ,n\}}. Тоді {\displaystyle \mu (G)} — найбільший коранг будь-якої такої симетричної матриці {\displaystyle M=(M_{i,j})\in \mathbb {R} ^{(n)}}, що:
- (M1) для будь-яких {\displaystyle i,j}, де {\displaystyle i\neq j}: {\displaystyle M_{i,j}<0}, якщо {\displaystyle \{i,j\}\in E}, і {\displaystyle M_{i,j}=0}, якщо {\displaystyle \{i,j\}\notin E};
- (M2) {\displaystyle M} має рівно одне від'ємне власне значення кратності {\displaystyle 1};
- (M3) не існує такої ненульової матриці {\displaystyle X=(X_{i,j})\in \mathbb {R} ^{(n)}}, що {\displaystyle MX=0}, і що {\displaystyle X_{i,j}=0} щоразу, коли {\displaystyle i=j} або {\displaystyle M_{i,j}\neq 0}[2][1].

## Класифікація відомих груп графів
З точки зору інваріанта Колен де Вердьєра, деякі добре відомі сімейства графів мають характерні особливості:
- {\displaystyle \mu (K_{1})=0}, {\displaystyle \mu (K_{n})=n-1}, {\displaystyle \mu ({\overline {K_{n}}})=1} при {\displaystyle n>1};[1][2]
- μ ≤ 1 тоді й лише тоді, коли G є лінійним лісом (лісом, у якому кожен компонент є шляхом, тобто інцидентність будь-якої вершини не більша від 2);[1][3]
- μ ≤ 2 тоді й лише тоді, коли G є зовніпланарним графом (усі вершини лежать на одній грані);[1][2]
- μ ≤ 3 тоді й лише тоді, коли G є планарним графом;[1][2]
- μ ≤ 4 тоді й лише тоді, коли G є незачеплено вклада́ним, тобто не існує двох циклів у G, для яких при відображенні на евклідів простір коефіцієнт зачеплення дорівнює нулю.[1][4]

Ці ж групи графів проявляють свої відмінні риси і під час аналізу зв'язку між інваріантом графа і доповненням цього графа:
- Якщо доповнення графа з n вершинами є лінійним лісом, то μ ≥ n − 3;[1][5]
- Якщо доповнення графа з n вершинами є зовніпланарним графом, то μ ≥ n − 4;[1][5]
- Якщо доповнення графа з n вершинами є планарним графом, то μ ≥ n − 5.[1][5]

## Мінори графів
Мінором графа G називають граф H, отриманий з G послідовним видаленням вершин, видаленням ребер і стисненням ребер. Інваріант Колена де Вердьєра монотонний відносно операції взяття мінора в тому сенсі, що мінорування графа не може збільшити його інваріанта:
Якщо H є мінором G, то {\displaystyle \mu (H)\leq \mu (G)}.
В теоремі Робертсона — Сеймура, для будь-якого k існує H, скінченна множина графів така, що для будь-якого графа з інваріантом не більшим від k графи з H не можуть бути мінорами. В роботі (Colin de Verdière, 1990) перелічено множини таких недопустимих мінорів для k ≤ 3; для k = 4 множина недопустимих мінорів складається з семи графів сімейства Петерсена за визначенням незачеплено вкладеного графа як графа з μ ≤ 4 і без графів Петерсена як мінорів.

## Зв'язок із хроматичним числом
Колен де Вердьєр (Colin de Verdière, 1990) припустив, що будь-який граф з інваріантом де Вердьера μ можна розфарбувати з використанням не больше ніж μ + 1 кольорів. Наприклад, у лінійних лісів (компоненти яких є двочастковими графами) інваріант дорівнює 1; у зовніпланарних графів інваріант дорівнює 2 і їх можна розфарбувати трьома кольорами; у планарних графів інваріант — 3 і їх можна розфарбувати чотирма кольорами.
Для графів з інваріантом де Вердьєра не більше чотирьох припущення істинне; вони всі є незачеплено вкладаними, і той факт, що вони розфарбовуються п'ятьма кольорами, є наслідком доведення гіпотези Хадвігера для графів без мінорів типу K6 у роботі Робертсона, Сеймура та Томаса (Robertson, Seymour та Thomas, 1993).

## Інші властивості
Якщо число перетинів графа дорівнює k, то інваріант де Вердьєра для нього буде не більшим ніж k + 3. Наприклад, графи Куратовського K5 і K3,3 можна зобразити з одним перетином, і інваріант для них буде не більшим від чотирьох.